# فريق بحر روس

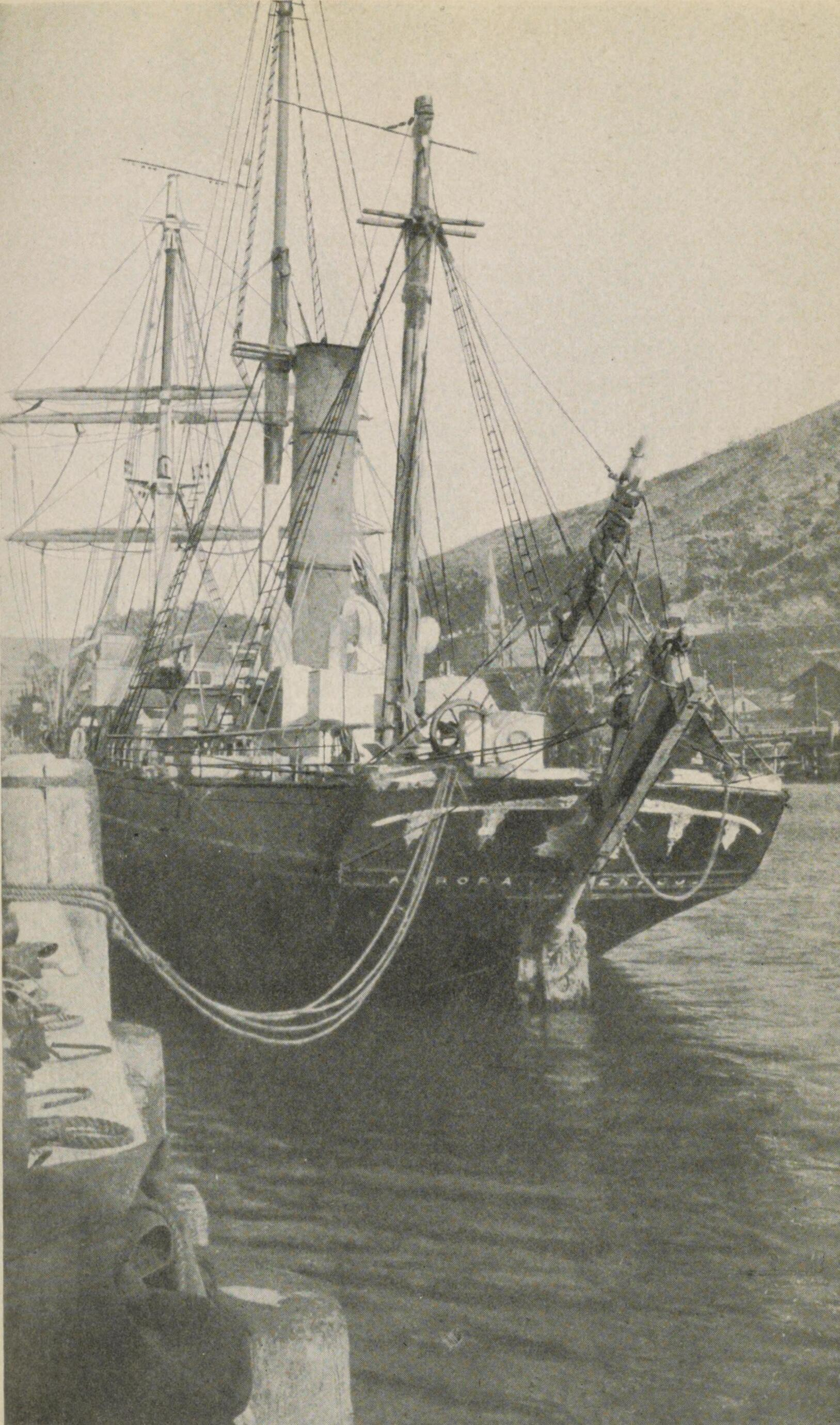

كان فريق بحر روس أحد أعضاء حملة الإمبراطورية البريطانية عبر القطب المتجمد الجنوبي والتي كانت بقياده السير ارنست شاكلتون 1914-17. وكانت مهمه الفريق في هذه البعثة، وضع سلسلة من مستودعات الامداد عبر الحاجز الجليدى الكبير من بحر روس إلى نهر بيردمور الجليدي، على طول الطريق القطبي الذي انشأته بعثات القطب الجنوبي السابقة. بينما كانت مهمة الفريق الأساسي للبعثة بقياده شاكلتون، هي النزول على الجانب الآخر، عند ساحل بحر ودل في القارة القطبية الجنوبية، والقيام بالسير في جميع أنحاء القارة عبر القطب الجنوبي وحتى بحر روس. ولأن الفريق الأساسي لن يستطيع حمل الوقود والإمدادات الكافية للمسافة كلها، فان بقاءه يعتمد على مستودعات فريق بحر روس، التي تغطى الربع الأخير من رحلتهم.
بينما كان شاكلتون يبحر بسفينته «التحمل» قاصداً بحر ودل في أغسطس 1914. كان افراد فريق بحر روس تجمعوا سابقاً في أستراليا، للمغادرة إلى بحر روس في السفينة الثانية للبعثة «أورورا». لكن تعرض أفراد الفريق لمشاكل مالية وتنظيميه آخرتهم إلى شهر ديسمبر 1914، مما أدى إلى تقصير الوقت اللازم لوضع مستودعات المرحلة الأولى. ولأن معظم أفراد الفريق عديمي الخبرة، عند وصولهم أراد كل منهم أن يترأس بعثه السفر عبر القطب، مما أدى إلى تصارع أفراد الفريق وفقدان معظم كلاب جر الزلاجات الخاصة بهم. وفي بداية فصل الشتاء في القطب الجنوبي، نزلت عليهم النائبة الأعظم، عندما انفصلت السفينة أورورا عن مرساها بسبب عاصفه عنيفه ولم تستطيع العودة، تاركه بعض أفراد الفريق الذين تقطعت بهم السبل على الشاطئ.
على الرغم من هذه النكسات، استطاع الفريق التغلب على الخلافات بين أفراده والطقس العنيف والمرض وموت ثلاثه من أفراد الفريق (بينهم المستكشف اينيس ماكينتوش)، ليقوم باتمام مهمته على أكمل وجه في رحلته الثانيي عبر القطب الجنوبي. لكن أمسى هذا النجاح في النهاية بلا هدف، حيث لم يستطع الفريق الأساسي للبعثة بقياده شاكلتون الرسو على الجانب الآخر بعد أن حوصرت السفينة «التحمل» وسحقت في جليد بحر ويديل. واستطاع شاكلتون في نهايه المطاف أن يقود فريقه إلى بر الأمان، لكن لم تكتمل المسيرة العابرة للقارات وتحقق هدفها ولم يتم استخدام مستودعات فريق بحر روس. حيث ظل بعض أفراد فريق بحر روس محجوزين على الشاطئ حتى يناير 1917، حيث وصلت السفينة «أورورا» لإنقاذهم، بعد أن تم إصلاحها وتجديدها في نيوزلندا. لكن رُغم ذلك أخذ التقدير العام لجهودهم وقتاً للاعتراف به، لكن تم تقديرهم في الوقت المناسب، حيث تم تكريم 4 من أعضاء الفريق وتسليمهم «ميداليات ألبرت».